# Tyrannochthonius pictus
Espèce
Tyrannochthonius pictus est une espèce de pseudoscorpions de la famille des Chthoniidae.

## Distribution
Cette espèce est endémique du Guizhou en Chine. Elle se rencontre dans le xian de Dushan dans les grottes Gaoluo et Cangjun.

## Description
Les mâles mesurent de 1,80 à 2,09 mm et les femelles de 2,18 à 2,25 mm.

## Systématique et taxinomie
Cette espèce a été décrite par Hou, Feng et Zhang en 2023.

## Publication originale
- Hou, Feng & Zhang, 2023 : « Diversity of cave-dwelling pseudoscorpions from Guizhou in China, with the description of twenty-four new species of the genus Tyrannochthonius (Pseudoscorpiones, Chthoniidae). » Zootaxa, no 5262(1), p. 1–158.